# Louis Derdeyn
Louis Derdeyn (Ruddervoorde, 26 oktober 1827 – Roeselare, 31 oktober 1887) was een Belgisch pianobouwer, componist en dirigent.

## Biografie
Louis Derdeyn verhuisde in 1846 naar de stad roeselare waar hij tot 1880 als leraar aan het Klein Seminarie actief was. Hij was er leraar Frans, Nederlands en tekenen, maar kreeg er al snel muzikale opvoeding bij. In 1851 werd hij dirigent van de Société Ste Cécile binnen de school. Hij gaf ook privélessen muziek in de stad en engageerde zich buiten de school. Zo was hij van 1853 tot 1866 dirigent van de Harmonie Sint-Cecilia en van 1853 tot 1857 van de Jongelingenkring, de voorloper van de Stadsharmonie. Hij werd ook lid van het letterkundig genootschap 'De Vriendschap'. Derdeyn componeerde muziek, onder meer op teksten van Guido Gezelle. Hij bewerkte bestaande composities voor harmonie.
Bij zijn aankomst in Roeselare begon Louis Derdeyn ook met het bouwen van piano's. De familie Derdeyn bouwde in de Gasstraat een pianofabriek uit die hun naam meekreeg. Er kwam ook nog een vestiging tussen de spoorweg en het kanaal in de omgeving van de Veldstraat. Dit laatste gebouw bestaat nog. Het bedrijf werd door zijn zonen verdergezet en was actief tot na de Eerste Wereldoorlog.